# Извршно веће Скупштине СР Србије
Извршно веће Скупштине Социјалистичке Републике Србије био је назив за владу у Социјалистичкој Републици Србији, од 1953. до 1990, док се у периоду од 1945. до 1953. користио назив Влада НР Србије.
Извршно веће је према Уставу СР Србије представљало извршни орган Скупштине Социјалистичке Републике Србије и сачињавали су га — председник, један или више потпредседника, чланови које бира Скупштина и републички секретари (министри).
Званични називи владе током постојања СР Србије, од 1945. до 1990, били су:
- Народна влада Србије — од 1945. до 1946. године
- Влада Народне Републике Србије — до 1946. до 1953. године
- Извршно веће Народне скупштине Народне Републике Србије — од 1953. до 1963. године
- Републичко извршно веће Социјалистичке Републике Србије — од 1963. до 1974. године
- Извршно веће Скупштине Социјалистичке Републике Србије — од 1974. до 1990. године

Такође, у употреби се користио и назив Републичко извршно веће (РИВ), да би се разликовало од Савезног извршног већа (СИВ). Често су се користиле и скраћене варијанте имена — Извршно веће СР Србије или Извршно веће Србије.
У периоду од 1945. до 1990. године било је формирано укупно 16 влада (4 владе и 12 извршних већа).

## Историјат
Прва влада у послератној Србији формирана је 9. априла 1945. и носила је назив Народна влада Србије. Ова влада постојала је до 22. новембра 1946, када је формирана нова влада под називом Влада Народне Републике Србије. Председник обе Владе био је др Благоје Нешковић.
Следећи председник Владе НР Србије био је Петар Стамболић и он се на овој функцији налазио у два мандата — од 1948. до 1951. и од 1951. до 1953. године. У току његовог другог мандата, Народна скупштина ФНРЈ је 13. јануара 1953. усвојила Уставни закон којим је извршена реорганизација друштвеног и политичког уређења федерације и република. У оквиру ове реорганизације назив Влада замењен је и од тада се користи назив Извршно веће, а уместо речи министар републички секретар.
Народна скупштина НР Србије усвојила је Уставни закон о основама друштвеног и политичког уређења НР Србије и формирала прво Извршно веће Народне скупштине НР Србије 5. фебруара 1953. године. Ово Извршно веће било је привремено и представљало је реформисану Владу Петра Стамболића, који је задржао функцију председника. Постојало је до 16. децембра, када је после одржаних парламентарних избора формирано ново Извршно веће.
Априла 1963. донети су нови устави Устав Југославије и Србије, којим је извршена промена назива државе па је Федеративна Народна Република Југославија (ФНРЈ) преименована у Социјалистичку Федеративну Републику Југославију (СФРЈ), а Народна Република Србија (НРС) у Социјалистичку Републику Србију (СРС). Сходно овој промени извршена је и промена назива Извршног већа Народне скупштине НР Србије у Извршно веће Скупштине СР Србије. На истој седници на којој је донесен нови Устав СР Србије, 9. априла 1963. донет је и Закон о Републиком већу, којим су дотадашњи прописи о раду Извршног већа усаглашени са новим Уставом.
Последње Извршно веће СР Србије формирано је 5. децембра 1989. и у току његовог мандата донет је 28. септембра 1990. нови Устав Србије, којим је Социјалистичка Република Србија преименована у Републику Србију, а сходно томе Извршном већу је враћен стари назив Влада. Последње Извршно веће постојало је до фебруара 1991, када је после првих вишепартијских избора формирана прва Влада Републике Србије.

### 1945—1953
Прва влада формирана 9. априла 1945. године била је формирана на основу прописа и одлука које је донела Антифашистичка скупштина народног ослобођења Србије (АСНОС) и она су била у сагласности са одредбама Антифашистичког већа народног ослобођења Југославије (АВНОЈ). Пошто у време формирања друге владе, још увек није био донесен Устав НР Србије, она је била формирана на основу одредби Устава ФНРЈ.
Устав Народне Републике Србије донесен је 17. јануара 1947. године и на основу њега Влада Народне Републике Србије је била највиши извршни и управни орган у Народној Републици Србији. Бирала ју је Народна Скупштина НР Србије, а била је одговорна Народној скупштини и њеном Президијуму. Сачињавали су је - председник, један или више потпредседника, министри, председник Планске комисије и председник Контролне комисије.
Према овом Уставу надлежности владе су биле веома мале, јер се предност давала савезној влади, односно Влади ФНРЈ. Министарства у оквиру Владе НР Србије била су савезно-републиканска и републиканска. Савезно-републиканска министарства била су министарства финансија, унутрашњих послова, правосуђа, индустрије, рударства, трговине и снабдевања, пољопривреде, шумарства, грађевина и рада. Она нису била самостална у свом раду, већ су била подређена уредбама и прописима које је доносила Влада ФНРЈ. Републиканска министарства била су министарство просвете, народног здравља, социјалног старања и комуналних послова и она су била самостална у свом раду.
Овај Устав остао је на снази до 1963. године, али је значајно измењен почетком 1953. године доношењем Уставног закона. У периоду од 1945. до 1953. године председници влада били су Благоје Нешковић и Петар Стамболић, обојица у по два мандата.

### 1953—1963
На основу одлука донетих на Шестом конгресу СКЈ, одржаног новембра 1952. године започела је реорганизација друштвено-политичког живота федерације и република. Као резултат тога 13. јануара 1953. године Народна скупштина ФНРЈ донела је Уставни закон, којим је значајно измењен тадашњи Устав ФНРЈ, као и републички устави.
Народна скупштина НР Србије је 5. фебруара 1953. године усвојила „Уставни закон о основама друштвеног и политичког уређења НР Србије“. На основу тог закона извршена је промена у начину рада и саставу владе. Такође промењен је и назив влада па је она постала Извршно веће, а министри републички секретари.
На основу овог Уставног закона, Извршно веће је и даље било највиши извршни и управни орган у Републици. Бирала га је скупштина и оно је било њој одговорно за рад. Новину је представљао састав Извршног већа, јер су поред дотадашњих чланова - председника, једног или више потпредседника, републичких секретара (министара), председника Планске комисије и председника Контролне комисије, уведени нови чланови тј чланови Извршног већа које бира скупштина. Истим Уставним законом извршена и реформа Народне скупштине, па је она постала дводомна и имала два већа - републичко и веће произвођача. Чланове Извршног већа које бира скупштина бирало је републичко веће Народне скупштине, а састав комплетног Извршног већа бирала су ова већа Народне скупштине на заједничкој седници. Такође надлежности Извршног већа су овим уставним изменама биле повећане.
У периоду од доношења Уставног закона, 1953. до доношења новог Устава, 1963. године, председници Извршног већа били су Јован Веселинов, Милош Минић и Слободан Пенезић Крцун.

### 1963—1974
Нови Устав, који је Народна скупштина усвојила 7. априла 1963. године, променио је назив Народној Републици Србији у Социјалистичка Република Србија. Сходно томе и Извршном већу је промењен назив у Извршно веће Скупштине Социјалистичке Републике Србије. Истовремено са усвајањем републичког устава, донет је и нови савезни устав, којим је ФНРЈ преименована у Социјалистички Федеративну Републику Југославију. На истој седници на којој је донесен нови Устав СР Србије, донесен је и Закон о Републиком већу, којим су дотадашњи прописи о деловању Извршног већа усаглашени са новим уставом.
Према овом Уставу Извршно веће је било извршни орган Скупштине СР Србије, којој је и било одговорно за рад. Председника и чланове Извршног већа бирало је Републичко веће Скупштине СР Србије. Председника је био биран на основу предлога Комисије за избор и именовања, а чланови на основу заједничког предлога председника и Комисије. Чланови Извршног већа СР Србије, по положају су били председници покрајинских извршних већа - тј председник Извршног већа Скупштине САП Војводине и председник Извршног већа Скупштине САП Косова.
Надлежности Извршног већа, према овом Уставу су била значајно повећана и оно је скупштини предлагало утврђивање политике; доношење закона и других аката; доносило уредбе, одлуке и упутства за извршавање републичких и савезних закона и др.
Овај Устав остао је на снази до 1974. године, када је замењен новим. У периоду од 1963. до 1974. године председници Извршног већа били су Драги Стаменковић, Ђурица Јојкић и Миленко Бојанић.

## Преглед Влада/Извршних већа
У току постојања Социјалистичке Републике Србије, од априла 1945. до фебруара 1991. формирано је укупно 19 влада (4 владе и 15 извршних већа).
| Владе Народне Републике Србије и Извршна већа Скупштине СР Србије 1945—1991. | Владе Народне Републике Србије и Извршна већа Скупштине СР Србије 1945—1991. | Владе Народне Републике Србије и Извршна већа Скупштине СР Србије 1945—1991. | Владе Народне Републике Србије и Извршна већа Скупштине СР Србије 1945—1991. | Владе Народне Републике Србије и Извршна већа Скупштине СР Србије 1945—1991. | Владе Народне Републике Србије и Извршна већа Скупштине СР Србије 1945—1991. | Владе Народне Републике Србије и Извршна већа Скупштине СР Србије 1945—1991. | Владе Народне Републике Србије и Извршна већа Скупштине СР Србије 1945—1991. |
| сазив скупштине                                                              | влада                                                                        | председник                                                                   | мандат                                                                       | мандат                                                                       | мандат                                                                       | напомена                                                                     | реф.                                                                         |
| сазив скупштине                                                              | влада                                                                        | председник                                                                   | почетак                                                                      | крај                                                                         | трајање                                                                      | напомена                                                                     | реф.                                                                         |
| ---------------------------------------------------------------------------- | ---------------------------------------------------------------------------- | ---------------------------------------------------------------------------- | ---------------------------------------------------------------------------- | ---------------------------------------------------------------------------- | ---------------------------------------------------------------------------- | ---------------------------------------------------------------------------- | ---------------------------------------------------------------------------- |
| АСНОС/Народна скупштина 1944—1946.                                           | Народна влада Србије                                                         | Благоје Нешковић                                                             | 9. април 1945.                                                               | 22. новембар 1946.                                                           | 1 година, 227 дана                                                           |                                                                              | [ 1 ]                                                                        |
| 1. сазив 1946—1951.                                                          | 1. Влада НР Србије                                                           | Благоје Нешковић                                                             | 22. новембар 1946.                                                           | 5. септембар 1948.                                                           | 1 година, 288 дана                                                           | [ 2 ]                                                                        |                                                                              |
| 1. сазив 1946—1951.                                                          | 2. Влада НР Србије                                                           | Петар Стамболић                                                              | 5. септембар 1948.                                                           | 10. април 1951.                                                              | 2 године, 217 дана                                                           |                                                                              | [ 3 ]                                                                        |
| 2. сазив 1951—1953.                                                          | 3. Влада НР Србије                                                           | Петар Стамболић                                                              | 10. април 1951.                                                              | 5. фебруар 1953.                                                             | 1 година, 301 дан                                                            |                                                                              | [ 4 ]                                                                        |
| 2. сазив 1951—1953.                                                          | 1. Извршно веће Народне скупштине НР Србије                                  | Петар Стамболић                                                              | 5. фебруар 1953.                                                             | 16. децембар 1953.                                                           | 314 дана                                                                     | [ 5 ]                                                                        |                                                                              |
| 3. сазив 1953—1958.                                                          | 2. Извршно веће Народне скупштине НР Србије                                  | Јован Веселинов                                                              | 16. децембар 1953.                                                           | 6. април 1957.                                                               | 3 године, 111 дана                                                           |                                                                              | [ 6 ]                                                                        |
| 3. сазив 1953—1958.                                                          | 3. Извршно веће Народне скупштине НР Србије                                  | Милош Минић                                                                  | 6. април 1957.                                                               | 12. април 1958.                                                              | 1 година, 6 дана                                                             |                                                                              | [ 7 ]                                                                        |
| 4. сазив 1958—1963.                                                          | 4. Извршно веће Народне скупштине НР Србије                                  | Милош Минић                                                                  | 12. април 1958.                                                              | 9. јун 1962.                                                                 | 4 године, 58 дана                                                            |                                                                              | [ 8 ]                                                                        |
| 4. сазив 1958—1963.                                                          | 5. Извршно веће Народне скупштине НР Србије                                  | Слободан Пенезић Крцун                                                       | 9. јун 1962.                                                                 | 26. јун 1963.                                                                | 1 година, 17 дана                                                            |                                                                              | [ 9 ]                                                                        |
| 5. сазив 1963—1969.                                                          | 6. Републичко извршно веће СР Србије                                         | Слободан Пенезић Крцун                                                       | 26. јун 1963.                                                                | 6. новембар 1964.                                                            | 1 година, 144 дана                                                           | [ 10 ] [ 11 ]                                                                |                                                                              |
| 5. сазив 1963—1969.                                                          | 6. Републичко извршно веће СР Србије                                         | Стеван Дороњски                                                              | 6. новембар 1964.                                                            | 17. новембар 1964.                                                           | 1 година, 144 дана                                                           | вршилац дужности као потпредседик                                            |                                                                              |
| 5. сазив 1963—1969.                                                          | 7. Републичко извршно веће СР Србије                                         | Драги Стаменковић                                                            | 17. новембар 1964.                                                           | 6. мај 1965.                                                                 | 170 дана                                                                     |                                                                              | [ 12 ]                                                                       |
| 5. сазив 1963—1969.                                                          | 8. Републичко извршно веће СР Србије                                         | Драги Стаменковић                                                            | 6. мај 1965.                                                                 | 6. мај 1967.                                                                 | 2 године, 0 дана                                                             |                                                                              | [ 13 ]                                                                       |
| 5. сазив 1963—1969.                                                          | 9. Републичко извршно веће СР Србије                                         | Ђурица Јојкић                                                                | 6. мај 1967.                                                                 | 7. мај 1969.                                                                 | 2 године, 1 дан                                                              |                                                                              | [ 14 ]                                                                       |
| 6. сазив 1969—1974.                                                          | 10. Републичко извршно веће СР Србије                                        | Миленко Бојанић                                                              | 7. мај 1969.                                                                 | 6. мај 1974.                                                                 | 4 године, 364 дана                                                           |                                                                              | [ 15 ]                                                                       |
| 7. сазив 1974—1978.                                                          | 11. Извршно веће Скупштине СР Србије                                         | Душан Чкребић                                                                | 6. мај 1974.                                                                 | 5. мај 1978.                                                                 | 3 године, 364 дана                                                           |                                                                              | [ 16 ]                                                                       |
| 8. сазив 1978—1982.                                                          | 12. Извршно веће Скупштине СР Србије                                         | Иван Стамболић                                                               | 5. мај 1978.                                                                 | 5. мај 1982.                                                                 | 3 године, 364 дана                                                           |                                                                              | [ 17 ]                                                                       |
| 9. сазив 1982—1986.                                                          | 13. Извршно веће Скупштине СР Србије                                         | Бранислав Иконић                                                             | 5. мај 1982.                                                                 | 6. мај 1986.                                                                 | 4 године, 1 дан                                                              |                                                                              | [ 18 ]                                                                       |
| 10. сазив 1986—1989.                                                         | 14. Извршно веће Скупштине СР Србије                                         | Десимир Јевтић                                                               | 6. мај 1986.                                                                 | 5. децембар 1989.                                                            | 3 године, 213 дана                                                           |                                                                              | [ 19 ]                                                                       |
| 11. сазив 1989—1991.                                                         | 15. Извршно веће Скупштине СР Србије                                         | Станко Радмиловић                                                            | 5. децембар 1989.                                                            | 11. фебруар 1991.                                                            | 1 година, 68 дана                                                            |                                                                              | [ 20 ]                                                                       |

## Преглед председника
| Списак председника Влада и Извршних већа 1945—1991. | Списак председника Влада и Извршних већа 1945—1991. | Списак председника Влада и Извршних већа 1945—1991. | Списак председника Влада и Извршних већа 1945—1991. | Списак председника Влада и Извршних већа 1945—1991. | Списак председника Влада и Извршних већа 1945—1991. | Списак председника Влада и Извршних већа 1945—1991. | Списак председника Влада и Извршних већа 1945—1991. |
| сазив скупштине                                     | рб                                                  | име и презиме                                       | мандат                                              | мандат                                              | мандат                                              | напомена                                            | реф.                                                |
| сазив скупштине                                     | рб                                                  | име и презиме                                       | почетак                                             | крај                                                | трајање                                             | напомена                                            | реф.                                                |
| --------------------------------------------------- | --------------------------------------------------- | --------------------------------------------------- | --------------------------------------------------- | --------------------------------------------------- | --------------------------------------------------- | --------------------------------------------------- | --------------------------------------------------- |
| АСНОС 1944—1946.                                    | 1                                                   | Благоје Нешковић (1907—1984)                        | 9. април 1945.                                      | 22. новембар 1946.                                  | 3 године, 149 дана                                  | прешао на дужност у Владу ФНРЈ                      | [ 1 ]                                               |
| 1. сазив 1946—1951.                                 | 1                                                   | Благоје Нешковић (1907—1984)                        | 22. новембар 1946.                                  | 5. септембар 1948.                                  | 3 године, 149 дана                                  | прешао на дужност у Владу ФНРЈ                      | [ 2 ]                                               |
| 1. сазив 1946—1951.                                 | 2                                                   | Петар Стамболић (1912—2007)                         | 5. септембар 1948.                                  | 10. април 1951.                                     | 5 година, 102 дана                                  |                                                     | [ 3 ]                                               |
| 2. сазив 1951—1953.                                 | 2                                                   | Петар Стамболић (1912—2007)                         | 10. април 1951.                                     | 5. фебруар 1953.                                    | 5 година, 102 дана                                  | [ 4 ]                                               |                                                     |
| 2. сазив 1951—1953.                                 | 2                                                   | Петар Стамболић (1912—2007)                         | 5. фебруар 1953.                                    | 16. децембар 1953.                                  | 5 година, 102 дана                                  | [ 5 ]                                               |                                                     |
| 3. сазив 1953—1958.                                 | 3                                                   | Јован Веселинов (1906—1982)                         | 16. децембар 1953.                                  | 6. април 1957.                                      | 3 године, 111 дана                                  | Изабран за председника Народне скупштине НР Србије  | [ 6 ]                                               |
| 3. сазив 1953—1958.                                 | 4                                                   | Милош Минић (1914—2003)                             | 6. април 1957.                                      | 12. април 1958.                                     | 5 година, 64 дана                                   | Изабран за члана Савезног извршног већа             | [ 7 ]                                               |
| 4. сазив 1958—1963.                                 | 4                                                   | Милош Минић (1914—2003)                             | 12. април 1958.                                     | 9. јун 1962.                                        | 4 године, 58 дана                                   | Изабран за члана Савезног извршног већа             | [ 8 ]                                               |
| 4. сазив 1958—1963.                                 | 5                                                   | Слободан Пенезић Крцун (1918—1964)                  | 9. јун 1962.                                        | 26. јун 1963.                                       | 2 године, 150 дана                                  | погинуо у саобраћајној незгоди                      | [ 9 ]                                               |
| 5. сазив 1963—1967.                                 | 5                                                   | Слободан Пенезић Крцун (1918—1964)                  | 26. јун 1963.                                       | 6. новембар 1964.                                   | 2 године, 150 дана                                  | погинуо у саобраћајној незгоди                      | [ 10 ] [ 11 ]                                       |
| 5. сазив 1963—1967.                                 | /                                                   | Стеван Дороњски (1919—1981)                         | 6. новембар 1964.                                   | 17. новембар 1964.                                  | 11 дана                                             | вршилац дужности као потпредседик                   |                                                     |
| 5. сазив 1963—1967.                                 | 6                                                   | Драги Стаменковић (1920—2004)                       | 17. новембар 1964.                                  | 6. мај 1965.                                        | 2 године, 170 дана                                  |                                                     | [ 12 ]                                              |
| 6. сазив 1965—1967.                                 | 6                                                   | Драги Стаменковић (1920—2004)                       | 6. мај 1965.                                        | 6. мај 1967.                                        | 2 године, 170 дана                                  | [ 13 ]                                              |                                                     |
| 7. сазив 1967—1969.                                 | 7                                                   | Ђурица Јојкић (1914—1981)                           | 6. мај 1967.                                        | 7. мај 1969.                                        | 2 године, 1 дан                                     |                                                     | [ 14 ]                                              |
| 8. сазив 1969—1974.                                 | 8                                                   | Миленко Бојанић (1924—1987)                         | 7. мај 1969.                                        | 6. мај 1974.                                        | 4 године, 364 дана                                  |                                                     | [ 15 ]                                              |
| 9. сазив 1974—1978.                                 | 9                                                   | Душан Чкребић (1927—2022)                           | 6. мај 1974.                                        | 6. мај 1978.                                        | 4 године, 0 дана                                    |                                                     | [ 16 ]                                              |
| 10. сазив 1978—1982.                                | 10                                                  | Иван Стамболић (1936—2000)                          | 6. мај 1978.                                        | 5. мај 1982.                                        | 3 године, 364 дана                                  |                                                     | [ 17 ]                                              |
| 11. сазив 1982—1986.                                | 11                                                  | Бранислав Иконић (1928—2002)                        | 5. мај 1982.                                        | 6. мај 1986.                                        | 4 године, 1 дан                                     |                                                     | [ 18 ]                                              |
| 12. сазив 1986—1989.                                | 12                                                  | Десимир Јевтић (1938—2017)                          | 6. мај 1986.                                        | 5. децембар 1989.                                   | 3 године, 213 дана                                  |                                                     | [ 19 ]                                              |
| 13. сазив 1989—1991.                                | 13                                                  | Станко Радмиловић (1936—2018)                       | 5. децембар 1989.                                   | 11. фебруар 1991.                                   | 1 година, 68 дана                                   |                                                     | [ 20 ]                                              |